# ستان نيل
ستان نيل (بالإنجليزية: Stan Neale)‏ هو لاعب كرة قدم أسترالية أسترالي، ولد في 2 يناير 1894 في Carlton, Victoria ‏ في أستراليا، وتوفي في 29 سبتمبر 1918 في Bellicourt ‏ في فرنسا.

## وصلات خارجية
- ستان نيل على موقع AustralianFootball.com (الإنجليزية)
- ستان نيل على موقع AFLtables.com (الإنجليزية)